# Teruaki Kurobe
Teruaki Kurobe (黒部 光昭, Kurobe Teruaki, Tokushima, 6 maart 1978) is een Japans voormalig voetballer die als aanvaller speelde.

## Clubcarrière
Kurobe speelde tussen 2000 en 2009 voor Kyoto Purple Sanga, Cerezo Osaka, Urawa Red Diamonds, JEF United Chiba en Avispa Fukuoka. Hij tekende in 2010 bij Kataller Toyama.

## Japans voetbalelftal
Kurobe debuteerde in 2003 in het Japans nationaal elftal en speelde 4 interlands.

## Statistieken
| Japans voetbalelftal | Japans voetbalelftal | Japans voetbalelftal |
| Jaar                 | Wed.                 | Dlp.                 |
| -------------------- | -------------------- | -------------------- |
| 2003                 | 3                    | 0                    |
| 2004                 | 1                    | 0                    |
| Totaal               | 4                    | 0                    |